# Éric Arlix
Éric Arlix, né le 27 mars 1969 à Maisons-Alfort (Val-de-Marne), est un écrivain, éditeur et performeur français. Il vit et travaille à Alfortville.
En décembre 2004 il se rend à Taipei avec le musicien Jérôme Schmidt pour visiter le plus haut building du monde (Le Taipei101), écrire un texte et produire une forme scénique ; le projet sera raconté par Annick Rivoire dans Libération.
Après deux premiers textes parus aux éditions Al Dante de Laurent Cauwet, Le monde Jou est publié en 2005 par Bernard Wallet aux éditions Verticales. François Cusset, dans Beaux-Arts Magazine, en dit alors : "Avec la pensée "Jou", Éric Arlix propose de piéger le capitalisme avec ses propres mots. Bréviaire de compétitivité, lexique du management : une parodie explosive."
Le groupe Merci (compagnie de théâtre basée à Toulouse) adapte en partie Le Monde Jou sous le nom de Colère puis d'autres textes de l'auteur (Désobéissance, Programme, Une supérette), avec plus de 200 représentations depuis 2006.[réf. nécessaire]
En 2010, une résidence d'auteur à l'espace Khiasma, aux Lilas, en compagnie de Jean-Charles Massera, conduit à l'écriture puis à la publication du Guide du démocrate. D'après Jean-Marie Durand dans Les Inrocks, "cet essai aux fulgurances drolatiques met à plat les pratiques sociales contemporaines, contaminées par l'imaginaire marchand", tandis que Cyril de Graeve, dans Chronic'Art, parle de "succulent essai", dans lequel "les auteurs engagent la critique du démocrate contemporain en utilisant par ailleurs la langue dont il fait usage".
À propos de Golden Hello (2017) et de Terreur, saison 1 (2018), l'écrivain Xavier Boissel écrira ses Notes sur la zombification des masses, où l'on peut lire en introduction : "Avec ses deux derniers livres, Éric Arlix pousse l’art de la satire – mais nous aurions pu tout aussi bien dire l’art de la guerre -, à son paroxysme pour en faire une arme de destruction massive, celle d’un monde capitaliste qui a verrouillé toutes les issues."
En 2022, il publie chez JOU une curieuse variation romanesque sur les évolutions de l'intelligence artificielle et de la robotique, dont Bertrand Leclair dira dans Le Monde que "dystopique ou non, Réel est redoutable d'efficacité".
En 2022 également, il publie chez IMHO un documentaire-fiction sur la perruche à collier comme témoin et marqueur de bouleversements climatiques désormais flagrants. Frédérique Roussel le décrit dans Libération comme "un récit informé, pointilliste, amusé et fictif d'une colonisation".
En tant qu'éditeur, aux éditions è®e ou aux éditions JOU, il a notamment publié Ludovic Bernhardt, Hakim Bey, Patrick Bouvet, Chloé Delaume, Stewart Home, Hélène Ling, Frédéric Neyrat, Vanessa Place, Kenneth Pomeranz ou Phyllis Yordan.
Depuis 2017, il participe au projet musical Hypogé avec Serge Teyssot-Gay et Christian Vialard.

## Publications
- Mise à jour : mercato / groupetto / free tour, Al Dante, 2002 ;
- Et Hop, Al Dante, 2003 ;
- Le monde Jou, éditions Verticales/Gallimard, 2005[2] ;
- Désobéissance, bienvenue à la réunion 359, (théâtre) éditions IMHO, 2008 ;
- Starling, Programme, fiction, coll. « Opus X », éditions Mac/Val, 2010 ;
- Le Guide du démocrate, (essai écrit avec Jean-Charles Massera), éditions Lignes, 2010[4],[5] ;
- Kill-David, la légende David Carradine, éditions Philippe Rey, 2010 ;
- Golden Hello, éditions JOU, 2017 [10];
- Terreur, saison 1, éditions Les presses du réel, collection Al Dante,  2018 ;
- Agora zéro (avec Frédéric Moulin), JOU, 2019 ;
- Après l'événement : Abdelkader Benchamma, éditions de l'Espérou, 2019[11] ;
- Réel, éditions JOU, 2022 ;
- La destinée manifeste - Un documentaire fiction sur la perruche à collier à l'assaut de l'Europe, essai, éditions IMHO, 2022
- Les animaux lanceurs d'alerte, essai, éditions IMHO, 2023

## Ouvrages collectifs
- Excès de confiance, in Guy Chevalier, Elastic, éditions PPT, 2005 ;
- Renews 1 : Terraformation, è®e (collectif de 13 auteurs) ;
- HOAX (avec Jean de la Roche - collectif de 11 auteurs), éditions è®e, 2008) ;
- Pourquoi nous ne sommes pas chrétiens - (collectif de 40 auteurs), éditions Max Milo, 2008.
- ALIM - (collectif 5 auteurs), éditions IMHO, 2010.

## Adaptations théâtrales
- Colère, par le Groupe Merci, adaptation d'une partie des textes de "Le Monde Jou", éditions Verticales, 65 représentations de 2006 à 2007.
- Programme, installation sonore pour écoute collective, création de Nicolas Lespagnol-Rizzi, Théâtre Les Ateliers, Lyon, 2011.
- Le guide du démocrate, mise en scène par Simon Delétang, création du Théâtre Les Ateliers, Lyon, (première le 13/11/2012)[12].
- Programme, performance par Le Groupe Merci, création 2017[13],[14].